# 이랜드 사태

## 배경
2006년 11월 30일 비정규직 보호법이 통과됐다. 이 법은 기간제 근로자는 최대 2년까지만 고용 가능하고, 2년을 초과할 시 기간의 정함이 없는 근로계약을 체결한 근로자로 간주해야 한다는 내용을 담고 있다. 2007년 7월 1일 해당 법의 시행을 앞두고 이랜드는 비정규직 가운데 일부만 정규직으로 바꾸고 나머지는 해고한다.

## 경과
2007년
- 2007.3 뉴코아, 지방 점포부터 순차적 계산원 용역전환. 노조 반발
- 2007.6.4 뉴코아 약 350여 명의 비정규직을 계약해지하고 용역 도급업체 직원 채용 공고를 발표. 계산대에서 일하던 320여명의 직원 가운데 정규직 100여명을 다른 업무에 배치. 반면 비정규직 223명에 대해서는 외부 용역업체로 돌리거나 재계약을 하지 않는 형태로 무더기 해고. 뉴코아 노동조합 외주화 반대 파업.
- 2007.6.10(일) 뉴코아노조(위원장 박양수)와 이랜드일반노조(위원장 김경욱) 1차 공동파업. 조합원 2천700여명 중 1천500여명이 참가
- 2007.6.15 홈에버, 2년 이상 근무한 비정규직 1100명 중 521명 정규직 전환 발표. 계약기간이 만료된 비정규 직원 350명은 재계약하지 않고 해고.
- 2007.6.17(일) 2차 공동파업
- 2007.6.23(토) 3차 공동파업. 뉴코아노조는 무기한 전면파업 돌입 후 매일 매장 매출 ‘0’ 만들기 투쟁 전개
- 2007.6.24(일) 3차 공동파업 2일차. 뉴코아 강남점 하루 종일 영업 중단
- 2007.6.25(월) 뉴코아 야탑점/홈에버 야탑점 영업 중단
- 2007.6.26(화) 뉴코아 일산점/홈에버 일산점 영업 중단
- 2007.6.27(수) 뉴코아 평촌점 영업 중단
- 2007.6.28(목) 4차 공동파업 1일차. 홈에버 면목점/뉴코아 동수원점/뉴코아 인천점 영업 중단
- 2007.6.30(토) 4차 공동파업 3일차. 홈에버 월드컵몰점 영업 중단 및 이랜드일반노조 무기한 점거농성 돌입. 뉴코아 강남점 영업 중단
- 2007.7.4(수) 노동부의 중재로 파업이후 노사간 첫 만남. 교섭 직후에 이랜드 사측은 파업에 참가하고 있는 조합원들에게 현재의 파업행위가 불법행위라는 등의 협박성 내용의 문자 발송.[5]
- 2007.7.5 오상흔 홈에버 대표와 최종양 뉴코아 대표 공동 기자회견. 계산직 외주화 결정을 되돌릴 수 없다는 입장과 농성해제 촉구함.
- 2007.7.6 경찰, 체포영장을 받은 김경욱 이랜드 일반노조 위원장 등 노조 간부 6명의 검거에 나섬.
- 2007.7.6 1차교섭. 사측, 임금인상 외에는 다룰 수 없다는 기존입장 반복. 임금인상에 대해서도 동결입장 고수함.
- 2007.7.8 민주노총 조합원 등 4천여명이 전국 곳곳의 이랜드그룹 계열 할인매장에서 시위와 점거농성을 벌여 홈에버와 뉴코아 등 16곳의 영업이 사실상 중단.
- 2007.7.8 민주노총 1차 타격투쟁(16개 매장 영업중단, 21개 매장 앞 집회). 뉴코아강남지점 현장투쟁돌입하며 점거 시작
- 2007.7.10 서울 지방노동청에서 이랜드 노사 양측 대표 4명씩 참석한 가운데 협상을 벌였지만 3시간만에 결렬
- 2007.7.11 경찰력, 홈에버 월드컵몰과 강남 킴스클럽 농성장 봉쇄. 도시락 등 최소한의 음식을 제외한 다른 생활용품과 의약품의 반입 제한. 홈에버 월드컵몰 단전.
- 2007.7.12 강남 킴스클럽의 6개 출입문 가운데 전경이 배치된 정문을 제외한 5개 출입문과 방화셔터문 등을 사측이 쇠파이프와 쇠사슬로 막은 뒤 산소 용접[6]
- 2007.7.13 130개 시민단체, 이랜드 불매운동 시작
- 2007.7.16 조합원총회, 노동부 주선 대표이사 참석 두 번째 교섭 3일간 진행. 결렬.
- 2007.7.17 이랜드 노사 교섭을 속개했으나 홈에버 직무급제와 고용보장 범위, 고소·고발·손배소 취하 등 핵심 쟁점에 대해 입장 차이를 좁히지 못해 협상이 사실상 결렬
- 2007.7.18 이랜드 농성장의 봉쇄가 인권침해 논란을 빚는 가운데 국가인권위원회가 “이랜드 농성장의 소방시설 봉쇄 조치는 인격권 침해”라고 지적[7]
- 2007.7.18 이상수 장관 기자회견 통해 공권력 투입언급. "이랜드 노사의 교섭이 자율적으로 이뤄지지 않으면 점거농성을 강제로 해산하겠다"며 공권력 투입이 임박했음을 시사.
- 2007.7.20 경찰은 서울 홈에버 월드컵몰점과 뉴코아 강남점에 71개 중대 7천여명을 투입해 농성하던 조합원 168명을 연행. 이 가운데는 김경욱 이랜드 일반노조 위원장과 박양수 뉴코아노조 위원장 등 체포영장이 발부된 노조 지도부 9명도 포함. 이로써 노조의 점거농성은 홈에버 월드컵몰점에서는 21일 만에, 뉴코아 강남점에서는 13일 만에 끝남.
- 2007.7.22 이랜드그룹 뉴코아 강남점과 홈에버 월드컵몰점에서 점거농성을 벌인 혐의(업무방해 등)로 이랜드공동투쟁본부 김경욱 노조위원장을 구속. 하지만 이남신 이랜드 일반노조 수석부위원장 등 나머지 노조원 13명에 대한 구속영장은 도주나 증거 인멸의 우려가 없는 점을 사유로 법원이 모두 기각.
- 2007.7.26 검찰은 구속영장이 청구됐다가 기각된 노조간부 7명과 새로 혐의가 드러난 노조간부 2명 등 모두 9명에 대해 구속영장을 청구. 서울 서부지법은 홈에버 매장 등에서 장기간 점거농성을 벌인 혐의(영업방해)로 이랜드 일반노동조합 이남신 위원장 대행과 이경옥 부위원장에 대해 재청구된 구속영장을 발부.
- 2007.7.26 노사 대표자급 5차 협상 결렬. 협상 전 이랜드 일반노조 수석부위원장, 부위원장 구속.
- 2007.7.29 이랜드계열사 매장 점거농성이 강제 해산된 지 9일 만에 이랜드 노조원들이 서울 서초구 뉴코아 강남점을 다시 점거하고 농성에 돌입.
- 2007.7.31 경찰이 서울 뉴코아 강남점을 재점거한 이랜드그룹 노조원들을 다시 해산. 노조, 7월 31일 면목점 점거 시도
- 2007.8.2 서울중앙지법과 수원지법은 서울 뉴코아 강남점에서 재점거 농성을 벌인 혐의(업무방해 등)로 구속 영장이 청구된 최호섭 뉴코아 노조사무국장, 전형도 뉴코아 노조 평택지부장 등 이랜드 계열 노조간부 3명에 대한 구속 영장을 발부. 노조, 시흥점에서 3차 점거 시도
- 2007.8.14 이랜드 계열의 뉴코아 사측은 자사 매장에 대한 직장폐쇄 조치를 내려 16일부터 직장폐쇄됨
- 2007.8.15 불법 파업 및 집회 단순 가담자 선처 발표 등 노사타결 적극 제안
- 2007.8.16 민주노총, 이랜드매장 매출제로 투쟁 선포. 사측, 일산 등 5개 매장 직장 폐쇄
- 2007.9.6 뉴코아, 11일까지 업무 복귀자 민형사 선처 발표
- 2007.9.8~20 민노총, 이랜드 전국 매장 매출제로 추석 집중 투쟁
- 2007.9.16 경찰, 홈에버 면목점 기습. 점거한 노조원 강제 해산
- 2007.9.20 법원, 민주노총에 영업방해금지가처분 결정
- 2007.12.20 이랜드그룹 계열의 뉴코아와 이랜드리테일은 각각 최근 징계위원회를 열어 뉴코아는 박양수 노조위원장 등 18명을 해고, 이동일 서울지부장 등 9명에게는 3~6개월의 정직 처분을 내림. 이랜드리테일도 김경욱 노조위원장 등 15명을 해고
- 2007.12.24: 영업방해 단순가담자 징계 면책 선포

2008년
- 2008.1.30: 민주노총, 이랜드 사측 압박집중투쟁
- 2008.2.4: 뉴코아노조, 기자회견 통해 민형사 취하 및 대표이사 교섭 참석까지 교섭거부 선언
- 2008.3.14: 뉴코아노조 해고자 등 24명 서울지노위 부당해고 및 부당노동행위 구제신청
- 2008.3.19: 노동부의 중재로 노사 교섭 재계
- 2008.3.26: 교섭 중단, 노조 교섭대표(사무국장 최호섭) 같이 죽자 발언
- 2008.4.19: 뉴코아노조, 파업300일 맞이 결의대회
- 2008.4.30: 이랜드일반뉴코아노조, 홍콩증시 반대 홍콩 원정 투쟁(5월 8일까지)
- 2008.5.14 이랜드, 대형마트 홈에버를 삼성테스코에 매각
- 2008.6.23: 노동조합 파업투쟁 1년 결의대회 및 문화제(강남점 앞)
- 2008.7-8월 집중 교섭: 노사협력팀장과 사무국장의 20여 차례의 단독 교섭
- 2008.8.26: 뉴코아와 뉴코아노조 노사 단체협약 잠정합의안 체결
- 2008.11.11 사내 업무 외주화 문제로 촉발된 이랜드 분규가 타결
- 2008.11.13: 노사 합의 조인식 (510여일 만에 종결)

## 뉴코아 노사 합의 내용
2008년 8월 26일 뉴코아 노사는 회사 쪽의 요구를 대부분 들어주는 조건으로 파업을 타결했다. 외주화 철회 약속을 얻지 못했으며 외주화로 일자리를 잃은 비정규직 노동자 350여명 중 36명의 재고용에만 합의했다. '파업기간 징계, 손해배상' 문제 역시 회사측 입장이 관철된 것으로 풀이된다.
- 사측은 외주화로 계약기간이 만료된 직원 36명을 재고용
- 노동조합은 해고된 15명의 간부의 복직 요구를 완전히 포기
- 노동조합은 2010년까지 무파업
- 민주노총 등에 걸려 있는 손해배상 소송은 그대로 둔 채 노조 간부에 대한 손해배상 소송만 철회
- 자녀 학습 보조비 지급
- 임신 여직원 수당 지급

## 이랜드 노사 합의 내용
2008년 11월 11일 이랜드 일반노조와 삼성테스코(홈플러스)는 지도부 해고 범위 등의 몇 가지 쟁점을 제외한 다른 부분에서 대부분 합의를 이끌어 냈다.
- 비정규직노동자 정규직화 및 고용보장
- 16개월 이상 근무한 비정규직 노동자를 무기계약직으로 전환
- 추가적인 외주화 계획 취소
- 파업 도중 해고된 28명 중 16명 복직
- 노조와 조합원에게 걸려있는 민사소송과 형사고소를 모두 취하
- 현재 재판중인 사건에 대해서는 탄원서를 제출
- 민주노총과 민주노동당과 관련된 재판 내용은 이번 합의에서 제외
- 이랜드노조 해산
- 이랜드노조 지도부 12명 자진사퇴
- 임금교섭단체 구성권 사측에 위임

## 관련 창작물
- 영화 <카트>
- 다큐멘터리 <평촌의 언니들>
- 웹툰 <송곳>
- 드라마 <송곳>
- 책 『곰들의 434일』